# Claudia Tenney
Claudia Tenney (New Hartford, 4 de fevereiro de 1961) é uma advogada, editora e política norte-americana. Filiada ao Republicano, é Membro da Câmara dos Representantes dos Estados Unidos pelo 22.º distrito congressional de Nova Iorque. Anteriormente, integrou a Assembleia do Estado de Nova Iorque e trabalhou como advogada e empresária de pequeno porte.